# Сосницкий, Иван Иванович

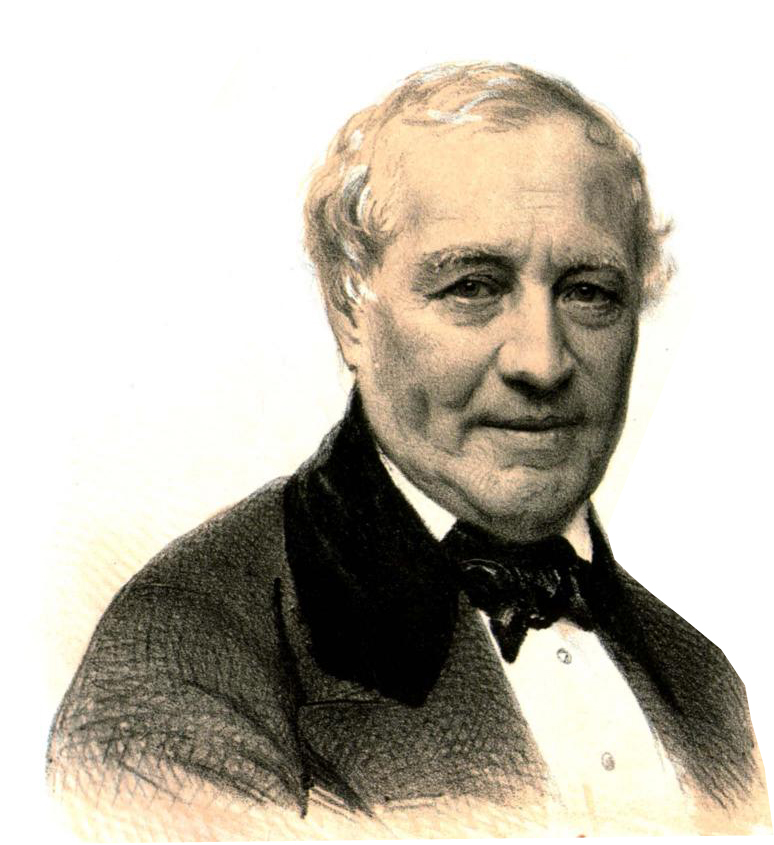
И. И. Сосницкий, 1861 год.

«Как я, нет, как я, старый дурак!»
И. И. Сосницкий — первый исполнитель роли городничего в комедии Н. В. Гоголя «Ревизор» (с 1836 года)

Ива́н Ива́нович Сосни́цкий (18 февраля (1 марта) 1794, Санкт-Петербург — 24 декабря 1871 (5 января 1872), там же) — русский актёр и театральный педагог, артист Александринского театра, первый исполнитель роли Городничего в комедии Николая Гоголя «Ревизор».

## Биография
Родился в семье бедного шляхтича, Ива́на Семёновича Сосни́цкого, который был вывезен из Польши графом Ильинским и всю жизнь проработал в театре капельдинером. Мать (урождённая Пущина) была по происхождению русская. Сосницкий был отдан в театральное училище с 6 лет и уже в 13 лет выступал на большой сцене.
Окончил Петербургское театральное училище (педагоги — И. А. Дмитревский и Ш. Л. Дидло). Студентом выступал на сцене Петербургского императорского театра (в балете «Медея и Язон», в трагедии «Пожарский» Крюковского — роль сына Пожарского, юному актёру было 13 лет).
Среди драматических артистов славился как замечательный танцор и в начале своей деятельности преподавал мазурку в богатых аристократических домах. После окончания училища (1811) играл в так называемой «Молодой труппе» А. А. Шаховского и на сцене Петербургского императорского театра; в 1812 году был зачислен в труппу императорского театра на амплуа любовников и молодых повес.
19 апреля (1 мая) 1836 года  в Александринском театре в Санкт-Петербурге состоялась премьера комедии Н. В. Гоголя «Ревизор». На спектакле присутствовал император Николай I, которому очень понравились пьеса и игра актеров. Сосницкий исполнял роль Городничего.
Занимался педагогической деятельностью. Среди его учеников — В. Н. Асенкова, Самойлова 1-я, Самойлова 2-я.
Был похоронен на кладбище Воскресенского Новодевичьего монастыря; в 1936 году останки супругов Сосницких были перенесены в Александро-Невскую лавру на Тихвинское кладбище — Некрополь мастеров искусств.

## Творчество
В первый период своей деятельности (1820-е годы XIX века) выступал главным образом в лёгких комедиях и водевилях, исполняя роли светских молодых людей. 
Первый большой успех в пьесе Шаховского «Липецкие воды, или Урок кокеткам» привел к тому, что почти все роли повес и вертопрахов перешли к нему; многие авторы стали даже специально переводить для него с французского пьесы с ролями его амплуа, в том числе и Грибоедов комедию в стихах «Молодые супруги». Роли в водевилях: Ольгин («Урок кокеткам, или Липецкие воды» Шаховского) и Радугин («Пустодомы» Шаховского), Арист («Молодые супруги» Грибоедова), Звонов («Говорун» Хмельницкого) и др.
Но в самом начале 1830-х годов появляется новая русская драматургия — театральное искусство всё более укореняется на российской почве и принимает в себя специфически российские сюжеты с их социально значимой направленностью.
На протяжении долгой сценической деятельности артист исполнил около 560 ролей. Среди них:
- Альмавива («Безумный день, или Женитьба Фигаро», 1816)
- Дон Жуан — первый русский исполнитель (Дон Жуан, или Каменный пир, 1816)
- Чацкий, Загорецкий, Репетилов («Горе от ума»)
- Городничий — первый исполнитель «Ревизор»
- Кочкарёв («Женитьба», 1842)
- Сганарель («Школа мужей» Мольера)
- Балагаев («Завтрак у предводителя» Тургенева)
- Утешительный («Игроки»)
- Соломон («Кин, или Гений и беспутство» Дюма-отца)
- «Тартюф» Мольера, Полоний — в «Гамлете»
- Арнольф — в «Школе женщин», Вурм — в «Коварстве и любви», и др.

Сосницкий — исполнитель ролей в драмах Кукольника и Полевого, пьесах А. Потехина — «Мишура» и «Виноватая»; Н. Потехина — «Доля-горе», Пальма — «Благодетель», Ф. Н. Устрялова — «Разрыв», Манна — «Паутина» и другие. В апреле 1871 на Александринской сцене был торжественно отпразднован 60-летний юбилей творческой деятельности Сосницкого. В день юбилея ему была Высочайше пожалована золотая медаль на Андреевской ленте. Последняя сыгранная им роль была в комедии Минаева «Либерал».

### Критика
Биографический словарь, автор В. К.:
Первенствующее положение С. приобретает с появлением на сцене «Горя от ума» и «Ревизора». В «Горе от ума» (1831) С. играл и Чацкого, и Загорецкого и Репетилова; последняя роль — одно из лучших созданий артиста — осталась за ним на всю жизнь. В «Ревизоре» (1836) С. создал роль Городничего, вполне удовлетворив автора.
Театральная энциклопедия, с. 59—591:

Его игра отличалась лёгкостью, изяществом, естественностью, виртуозным мастерством перевоплощения (напр., в комедии Вольтера «Чем богат, тем и рад» С. играл 8 разнохарактерных ролей). Пользуясь приёмами имитации, пародии, С. создавал острые образы, высмеивающие его современников. Так, играя роль Ольгина, С. имитировал известного в то время франта Сологуба. С блеском, темпераментом С. играл роль Фигаро («Женитьба Фигаро», 1828); однако этот образ не получил у него социально-углублённого раскрытия. В 30-е гг., в связи с развитием реализма в рус. т-ре, иск-во С. приобрело сатирич. остроту. Реалистич. драматургия воспитала у актёра умение создавать обобщающие образы, типизировать характерные явления николаевской России. В 1830 году, играя роль Репетилова, обличал дворянских лоботрясов и болтунов, нахватавшихся чужих мыслей, не способных к действиям (с успехом играл эту роль до конца жизни). Наиболее значит. работа С. — роль Городничего (1836), получившая высокую оценку самого автора пьесы. В исполнении С. Городничий был умным и хитрым пройдохой, скрывающим свою подлинную сущность за благообразной наружностью. 
Белинский (правда, не сразу по достоинству оценивший значимость артиста) писал о нём: 
«Сосницкий превосходен, невозможно требовать большего отречения от личности, — это перерождение, подобное Протею. В этом его превосходство над Щепкиным» (цитируется по БС).

Сосницкий был из первых актёров реалистического направления, однако по возрасту не успел к расцвету этого направления в театральном искусстве, самым ярким представителем которого стал А. Н. Островский. 
Театр Островского С. мало ценил и даже восставал против него. Островский появился, когда С. шел уже шестой десяток лет и артист был обойден в этих пьесах. Он, однако, не хотел признавать своей старости и в письмах к близким знакомым много жалуется на то, что ему не дают новых ролей. 

## Семья
Жена — актриса, ставшая постоянной партнёршей по сцене, Елена Яковлевна Сосницкая.